# Zeitschrift für Physik
Zeitschrift für Physik — не существующая серия немецких рецензируемых журналов по физике, основанная в 1920 году издательством Springer Berlin Heidelberg. Эта серия перестала публиковаться в 1997 году, когда она объединилась с другими журналами и сформировала новую серию European Physical Journal. За эти годы он вырос до четырёх частей.

## История
Комитет, состоящий из Альберта Эйнштейна, Карла Шееля, Вильгельма Вестфаля, Фрица Габера и других, решил основать новый журнал в 1919 году после того, как переговоры Немецкого физического общества стали слишком обширными. Первые четыре тома были опубликованы Фридрихом Виегом и сыном в Брауншвейге до 1921 года под редакцией Ганса Гейгера и Карла Шееля, затем Виегом и Спрингером, а с 31-го тома 1925 года — только Спрингером.
Журнал Zeitschrift für Physik был ведущим журналом по физике в 1920-е годы, здесь было опубликовано много фундаментальных статей со времен развития квантовой механики. С 1975 года он разделился на несколько отдельных серий:
Адроны и ядра (до 1985 года «Атомы и ядра», с 1986 по 1990 год «Атомные ядра»), с 1975 года под редактором Ханса-Арведа Вайденмюллера до 1988 года
Конденсированное вещество (до 1979 года Конденсированное вещество и кванты), с 1975 года
Частицы и поля , с 1979 года. Редактором был Гельмут Затц с 1979 по 1986 год
Атомы, молекулы и кластеры, 1986
В 1975 году он был объединён в недавно созданную Серию B с журналом Physics of Condensed Matter.